# 魯達-布里德西卡
50°5′25″N 24°56′7″E / 50.09028°N 24.93528°E
魯達-布里德西卡（烏克蘭語：Руда-Брідська），是烏克蘭西部的村莊，隸屬利維夫州的佐洛奇夫區。該村面積0.62平方公里，海拔高度208米，2001年人口98，人口密度每平方公里159.09人。